# Salignac-Eyvigues
Salignac-Eyvigues – miejscowość i gmina we Francji, w regionie Nowa Akwitania, w departamencie Dordogne.
Według danych na rok 1990 gminę zamieszkiwały 964 osoby, a gęstość zaludnienia wynosiła 22 osób/km² (wśród 2290 gmin Akwitanii Salignac-Eyvigues plasuje się na 443. miejscu pod względem liczby ludności, natomiast pod względem powierzchni na miejscu 153.).